# منیزیم دی‌بورید
منیزیم دی‌بورید (به انگلیسی: Magnesium diboride) با فرمول شیمیایی MgB۲ یک ترکیب شیمیایی، غیرآلی، غیرقابل حل در آب و خاکستری خیلی تیره است؛ که جرم مولی آن ۴۵٫۹۳ g/mol می‌باشد. علت جلب توجه این ترکیب ،ابررسانایی آن در دمای ۳۹ کلوین (۲۳۴- درجهٔ سانتی گراد) می‌باشد. از نظر ترکیب، با بقیه ابررساناهای دما پایین، که عمدتاً شامل فلز واسطه است، تفاوت چشمگیری دارد. مکانیزم ابررسانایی آن ابتدا با نظریه بی‌سی‌اس بیان شد.

## ابررسانایی
خواص ابررسانایی منیزیم دی بوراید در سال ۲۰۰۱ کشف شد. نقطه بحرانی آن
(Tc) ۳۹ کلوین (−۲۳۴ درجه سلسیوس؛ −۳۸۹ درجه فارنهایت)در بین ابررساناهای سنتی بالاترین است؛ و این در بین ابررساناهای سنتی معمول نیست. ساختار الکترونی آن به گونه ای است که دو نوع الکترون در تراز فرمی با رفتارهای کاملاً متفاوت وجود دارد؛ که یکی از آن‌ها (پیوند سیگما) با شدت قوی تری از دیگری (پیوند پای) دارای خاصیت ابررسانایی است. این موضوع با نظریه‌های معمول ابررسانایی فونون واسطه که رفتار همهٔ الکترون‌ها را یکسان در نظر می‌گیرد، در مغایرت است. درک تئوری از خصوصیات منیزیم دی بورید، تقریباً با مدلسازی دو شکاف انرژی حاصل شده‌است. در سال ۲۰۰۱ به به علت شباهت رفتاری بیشتر به ابررسانای فلزی تا یک ترکیب شیمیایی ابررسانا، موردتوجه قرار گرفت.

### حالت نیمه-مایسنر
با استفاده از تئوری BCS و شکافهای انرژی شناخته شده باندهای الکترونی پی و سیگما (به ترتیب ۲/۲و ۷/۱مگا الکترون ولت) باندهای الکترونی پی و سیگما دارای دوطول پیوستگی متفاوت است. (به ترتیب ۵۱ و ۱۳ نانومتر). عمق نفوذ لاندن متناظر۳۳/۶و۴۷/۸ نانومتر می‌باشد.و این به معنی آن است که پارامترهای گینزبرگ-لاندائو به ترتیب۰. /۰۲ ±۰/۶۶و۳/۶۸ست. اولی کمتر از۲√/۱ و دومی بیشتر از آن است؛ بنابراین به نظر می رسداولی ابررسانایی نوعI مرزی و دومی ابررسانایی نوع II را نشان می‌دهد.
پیش‌بینی شده‌است زمانی که دو پیوند الکترونی متفاوت دو شبه ذرات را تولید می‌کنند یکی از آن‌ها دارای طول پیوستگی است که ابررسانایی نوعI و دیگری نوع II را نمایانگر می شو، پس در موارد خاص گرداب‌ها در فواصل طولانی جذب و در فواصل کوتاه دفع می‌کنند.به‌طور خاص، انرژی پتانسیل بین گردابه‌ها در فاصله بحرانی به حداقل می‌رسد. در نتیجه یک مرحله جدید مفروض وجود دارد به نام حالت نیمه مایسنر، که در آن گردابه‌ها با فاصله بحرانی جدا می‌شوند. وقتی شار اعمال شده خیلی کوچک باشد برای آنکه کل ابررساناها بتوانند با شبکه گردابهایی که با فاصله بحرانی جدا شده‌اند پر شوند، مناطق بزرگی از ابررسانایی نوع I، حالت مایسنر وجود دارد که این دامنه‌ها را جدا می‌کند. تصدیق‌های آزمایشی برای این فرضیه اخیرادر آزمایش منیزیم دی بورید در ۴/۲ کلوین به دست آمده‌است. نویسنده‌ها وجود قطعی رژیم‌هایی با دانسیته‌هایی به مراتب بالاتر از گردابه هارا دریافتند. در حالی که تنوع معمول در فاصله بین گردابهای ابریکوسوف در یک ابررسانای نوع II در مقیاس ۱ درصد است، آنها گستره ای از ۵۰درصدرا یافتند، مطابق با این ایده که گردابها با دامنه‌هایی که ممکن است با فاصله بحرانی از هم جدا شوند، مونتاژ می‌شوند. عبارت ابررسانایی نوع ۱/۵ برای این حالت ابداع شد.

## سنتز کردن
منیزیم دی بورید سنتز و در سال ۱۹۵۳ ساختار آن تأیید شد.ساده‌ترین سنتز شامل واکنش دمای بالا بین پودرهای بور و منیزیم است.
تشکیل در ۶۵۰ درجه سانتیگراد شروع می‌شود. با این حال، از آنجا که فلز منیزیم در۶۵۲درجه سانتیگراد ذوب می‌شود، ممکن است واکنش شامل نفوذ بخار منیزیم از طریق مرزهای دانه بور باشد. در دمای متداول واکنش، تف‌جوشی حداقل است، اگرچه تبلور مجدد دانه برای تونل‌زنی کوانتومی  جوزفسون بین دانه‌ها کافی است.
سیم ابررسانای منیزیم دی بورید را می‌توان‌از طریق فرآیندهای موجود پودر در لوله(PIT) درجا (ناگهانی) ویا غیر درجا تولید کرد.
در نوع درجا، قطر مخلوطی از بور و منیزیم با کشش سیم کاهش می‌یابد. سپس سیم تا دمای واکنش گرم می‌شود تا MgB۲ تشکیل می‌شود. در نوع غیردرجا (دو مرحله ای)، لوله با پودر منیزیم دی بورید پر می‌شود، قطر آن کاهش می‌یابد و در دمای ۸۰۰ تا ۱۰۰۰درجه سانتیگراد پخته می‌شود. در هر دو مورد، پرس داغ ایزواستاتیک در دمای تقریبی ۹۵۰درجه سانتیگراد، خواص رابهبود می‌بخشد. یک روش جایگزین، که در سال۲۰۰۳افشا شد، از نفوذ مایع واکنش پذیر منیزیم در داخل یک پیش فرم گرانوله ای از پودرهای بور استفاده می‌کند روش Mg-RLI نامیده می‌شود.این روش امکان تولید حجم‌هایی با دانسیتهٔ بالا (بیشتر از ۹۰درصد دانسیته تئوری) و همچنین فیبرهای مخصوص تو خالی را دارد. این روش امکان تولید حجم‌هایی با دانسیتهٔ بالا (بیشتر از ۹۰درصد دانسیته تئوری) و همچنین فیبرهای مخصوص تو خالی را دارد. این روش مشابه روشهای رشد برپایهٔ ذوب مانند روش نفوذ و فرایند رشد است که برای ساخت ابررساناهای YBCO استفاده می‌شود که در آن از غیر ابررساناY2BaCuO5 به عنوان دانهٔ پیش فرم استفاده می‌شود که در داخل آن فازهای YBCO بر پایهٔ مذاب نفوذ می‌کند تا انبوه YBCO ابررسانا ساخته شود. این روش برای منیزیم دی بوریدالگوبرداری و تطبیق داده شده و به عنوان نفوذ مذاب منیزیم واکنشی نامگذاری شده‌است. فرایند نفوذ مایع واکنشی منیزیم در پیش فرم بور برای به دست آوردن منیزیم دی بورید موضوع درخواست‌های ثبت اختراع توسط شرکت ایتالیایی ادیسون بوده‌است.
ترکیب فرایند رسوب‌دهی فیزیکی و شیمیایی بخار موثرترین روش برای رسوب فیلمهای نازک دی بورید منیزیم بوده‌است. سطوح فیلم‌های منیزیم دی بورید که توسط سایر فناوری‌ها رسوب می‌کنند معمولاً خشن وترکیب غیراستوکیومتری هستند. در مقابل، این سیستم می‌تواند فیلمهایی با کیفیت خالص و با سطوح صاف را درجا تولید کند که برای ایجاد اتصالات یکنواخت جوزفسون، عنصر اساسی مدارهای ابررسانا مورد نیاز است.

## خواص الکترو مغناطیس
خصوصیات بستگی زیادی به ترکیب و روند ساخت دارد. بسیاری از خواص به دلیل ساختار لایه ای ناهمسانگرد هستند. به عنوان مثال نمونه‌های «کثیف» با اکسیدهایی در مرزهای کریستال، با نمونه‌های «تمیز» متفاوت هستند.
- بالاترین دمای انتقالی ابررسانا ۳۹کلوین.
- منیزیم دی بورید یک ابررسانای نوع دوم است که به معنای افزایش تدریجی نفوذ مغناطیسی در آن است.

1. ↑  Nagamatsu, Jun; Nakagawa, Norimasa; Muranaka, Takahiro; Zenitani, Yuji; Akimitsu, Jun (2001). "Superconductivity at 39 K in magnesium diboride". Nature. 410 (6824): 63–4. Bibcode:2001Natur.410...63N. doi:10.1038/35065039. PMID 11242039.
2. 1 2  Larbalestier, D. C.; Cooley, L. D.; Rikel, M. O.; Polyanskii, A. A.; Jiang, J.; Patnaik, S.; Cai, X. Y.; Feldmann, D. M.;  et al. (2001). "Strongly linked current flow in polycrystalline forms of the superconductor MgB2". Nature. 410 (6825): 186–189. arXiv:cond-mat/0102216. Bibcode:2001Natur.410..186L. doi:10.1038/35065559. PMID 11242073.
3. ↑  Moshchalkov, V. V.; Menghini, Mariela; Nishio, T.; Chen, Q.; Silhanek, A.; Dao, V.; Chibotaru, L.; Zhigadlo, N.; Karpinski, J.;  et al. (2009). "Type-1.5 Superconductors". Physical Review Letters. 102 (11): 117001. arXiv:0902.0997. Bibcode:2009PhRvL.102k7001M. doi:10.1103/PhysRevLett.102.117001. PMID 19392228.
4. ↑  Babaev, Egor & Speight, Martin (2005). "Semi-Meissner state and neither type-I nor type-II superconductivity in multicomponent systems". Physical Review B. 72 (18): 180502. arXiv:cond-mat/0411681. Bibcode:2005PhRvB..72r0502B. doi:10.1103/PhysRevB.72.180502.
5. ↑  Jones, Morton E. & Marsh, Richard E. (1954). "The Preparation and Structure of Magnesium Boride, MgB2". Journal of the American Chemical Society. 76 (5): 1434. doi:10.1021/ja01634a089.
6. ↑  B.A.Glowacki, M.Majoros, M.Vickers, J.E.Evetts, Y.Shi and I.McDougall, Superconductivity of powder-in-tube MgB2 wires, Superconductor Science and Technology, 14 (4) 193 (April 2001) | DOI: 10.1088/0953-2048/14/4/304
7. ↑  Giunchi, G.; Ceresara, S.; Ripamonti, G.; Chiarelli, S.; Spadoni, M.;  et al. (6 August 2002). "MgB2 reactive sintering from elements". IEEE Transactions on Applied Superconductivity. 13 (2): 3060–3063. Bibcode:2003ITAS...13.3060G. doi:10.1109/TASC.2003.812090.
8. ↑  Xi, X.X.; Pogrebnyakov, A.V.; Xu, S.Y.; Chen, K.; Cui, Y.; Maertz, E.C.; Zhuang, C.G.; Li, Qi; Lamborn, D.R.; Redwing, J.M.; Liu, Z.K.; Soukiassian, A.; Schlom, D.G.; Weng, X.J.; Dickey, E.C.; Chen, Y.B.; Tian, W.; Pan, X.Q.; Cybart, S.A.; Dynes, R.C.;  et al. (14 February 2007). "MgB2 thin films by hybrid physical-chemical vapor deposition". Physica C. 456: 22–37. Bibcode:2007PhyC..456...22X. doi:10.1016/j.physc.2007.01.029.

## نگارخانه

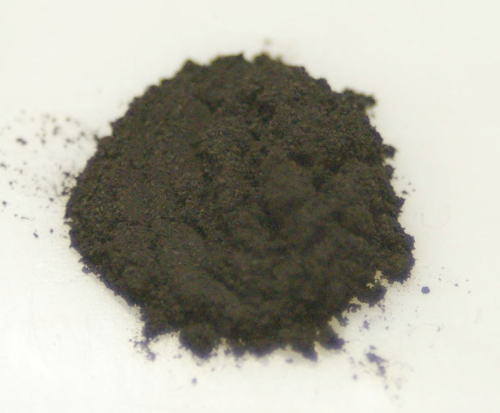
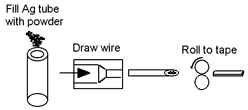
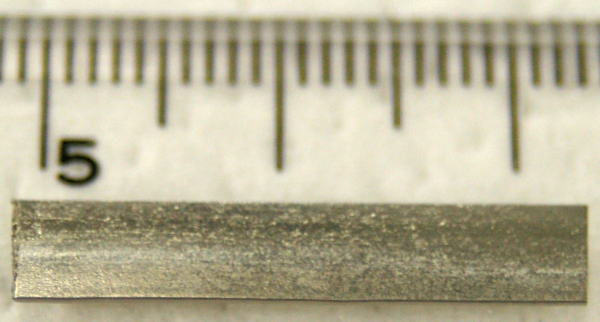